# 도미니코 사비오
도미니코 사비오(라틴어: Sanctus Dominicus Savio, 1842년 4월 2일~1857년 3월 9일)는 성 요한 보스코 신부의 이탈리아 청소년 학생이었다. 사제가 되기 위해 공부하던 중에 늑막염으로 인하여 14세의 나이에 요절하였다.
그의 스승이었던 요한 보스코는 제자를 높이 평가하였으며, 그의 전기 《도미니코 사비오의 일대기》를 집필하였다. 이 책은 도미니코 사비오가 시성되는데 중요한 밑거름이 되었다. 어떤 이들은 도미니코 사비오가 성인으로 인정받기에는 너무 이른 나이에 죽었으며 순교도 하지 않았다고 지적하였지만, 많은 이들은 생전에 그가 보여주었던 ‘영웅적인 덕행’ 때문에 성인으로 공경 받을 자격이 있다고 여겼다. 그리하여 1954년 6월 12일 교황 비오 12세에 의해 성인으로 시성되었으며, 순교하지 않고도 거룩한 삶을 살았다는 이유로 시성된 유일한 어린이 성인이 되었다.